# Gemaal van de Overbraker Binnenpolder

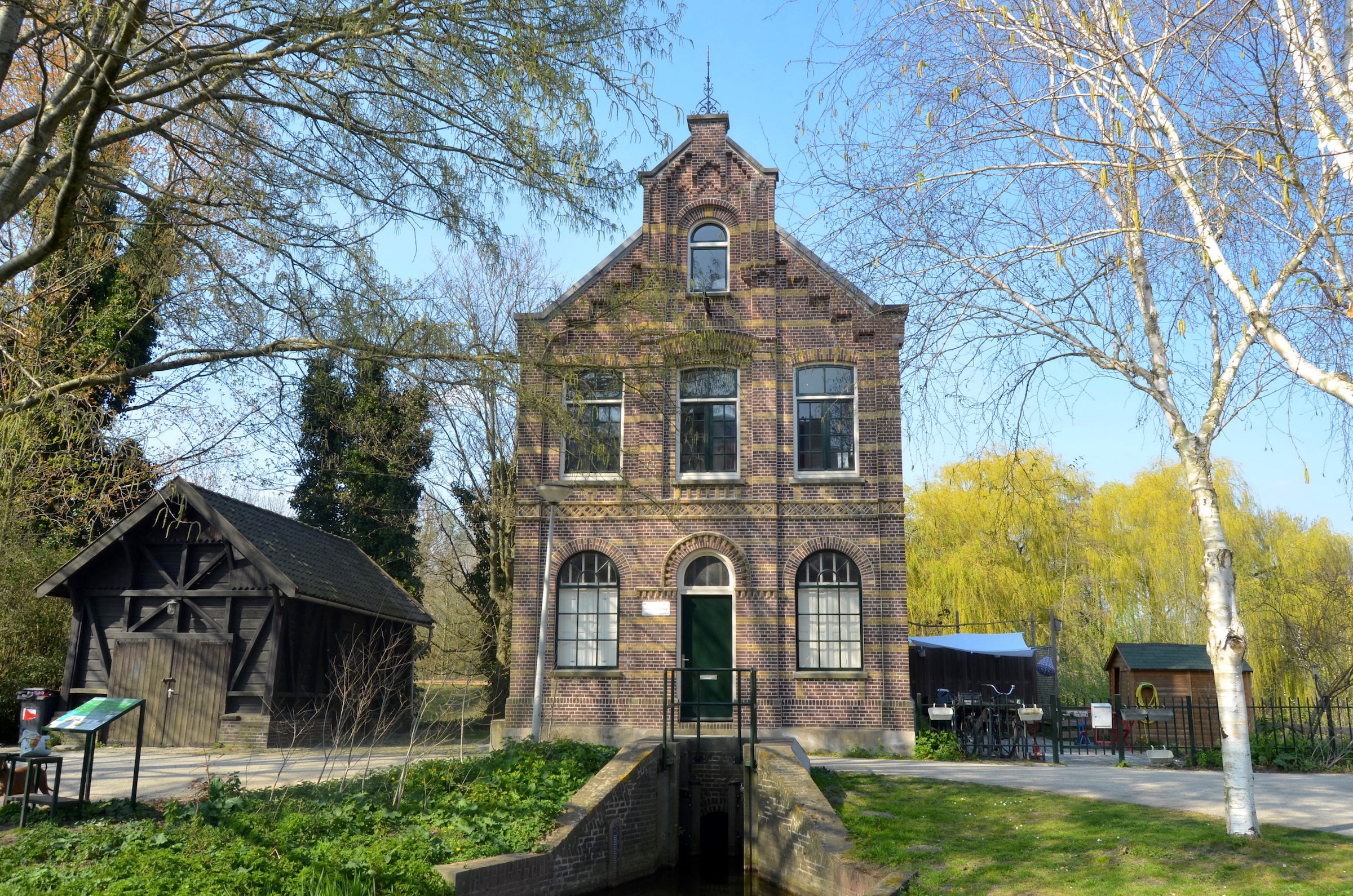
Het gemaal van de Overbraker Binnenpolder.

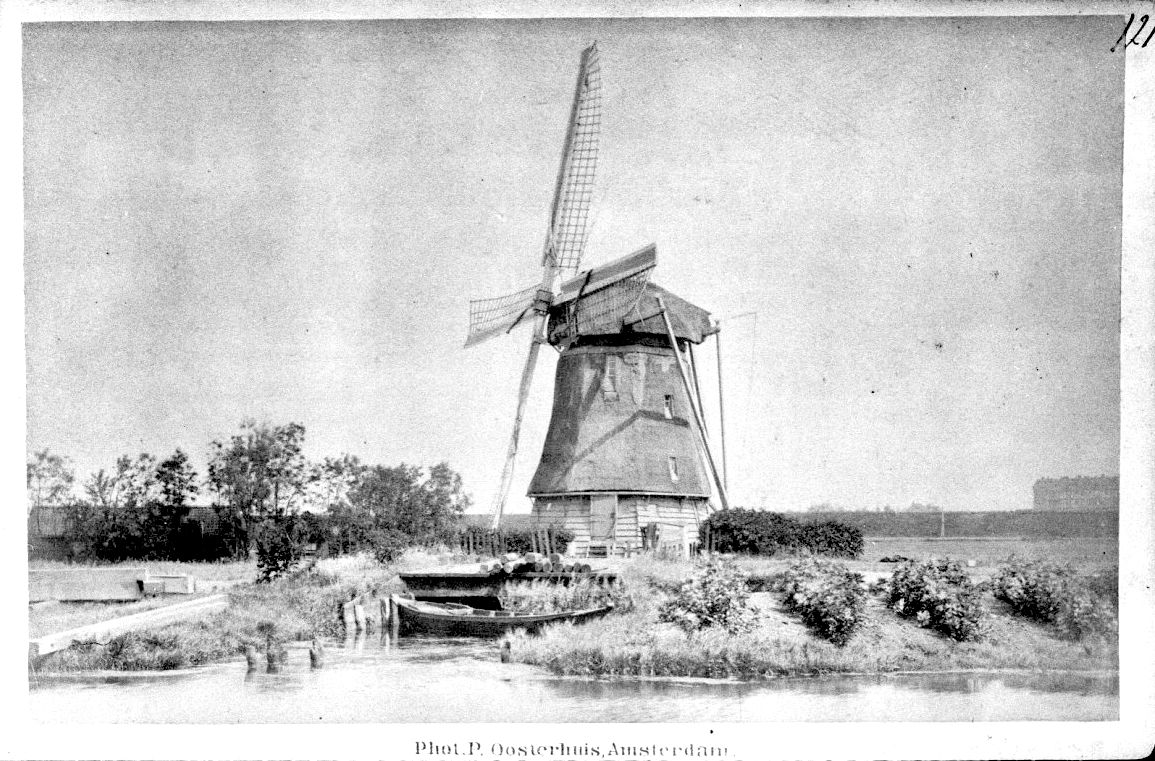
De molen die tot 1884 de Overbraker Binnenpolder bemaalde. Foto uit 1883, dus kort voor de aanleg van sluis en gemaal.

Het Gemaal van de Overbraker Binnenpolder (ook wel 'Gemaal Haarlemmerweg') in Amsterdam-West zorgt voor de bemaling van de Overbraker Binnenpolder.
Het gemaal is gebouwd in 1884 en verving een molen die na het in gebruik nemen van het gemaal is gesloopt. Het gemaal pompt water uit de ten noorden van de Haarlemmervaart gelegen Overbraker Binnenpolder (NAP -2,15) naar de vaart.
De architect Isaac Gosschalk ontwierp het gebouw in de neo-renaissance-stijl, Hij was ook de ontwerper van de gebouwen van de oostelijk van het gemaal gelegen Westergasfabriek.
Oorspronkelijk was het een stoomgemaal, later is dit verbouwd tot elektrisch gemaal dat nog steeds dienst doet, sinds 2008 beheerd door het Waterschap Amstel, Gooi en Vecht. Op de bovenverdieping was de woning voor de sluiswachter. Het gemaal heeft een schroefpomp aangedreven door een machine van Werkspoor, met een capaciteit van 22 m3/minuut.
De naastgelegen Schutsluis Haarlemmervaart en het gemaal zijn sinds 2003 beschermd als rijksmonument. Het gebouw is in 2016 helemaal opgeknapt.